# Шелудьково (Харьковская область)
Шелудьково (укр. Шелудькове) — село,
Сидоренковский сельский совет,
Валковский район,
Харьковская область, Украина.
Код КОАТУУ — 6321287006. Население по переписи 2001 г. составляет 38 (16/22 м/ж) человек.

## Географическое положение
Село Шелудьково находится в балке Каленикова, по которой протекает пересыхающий ручей на котором сделано несколько запруд.
В 2-х км проходит автомобильная дорога М-03 (E 40).

## История
- 1650 — дата основания.

## Экономика
- В селе была молочно-товарная ферма.